# Kruszczyk szerokolistny

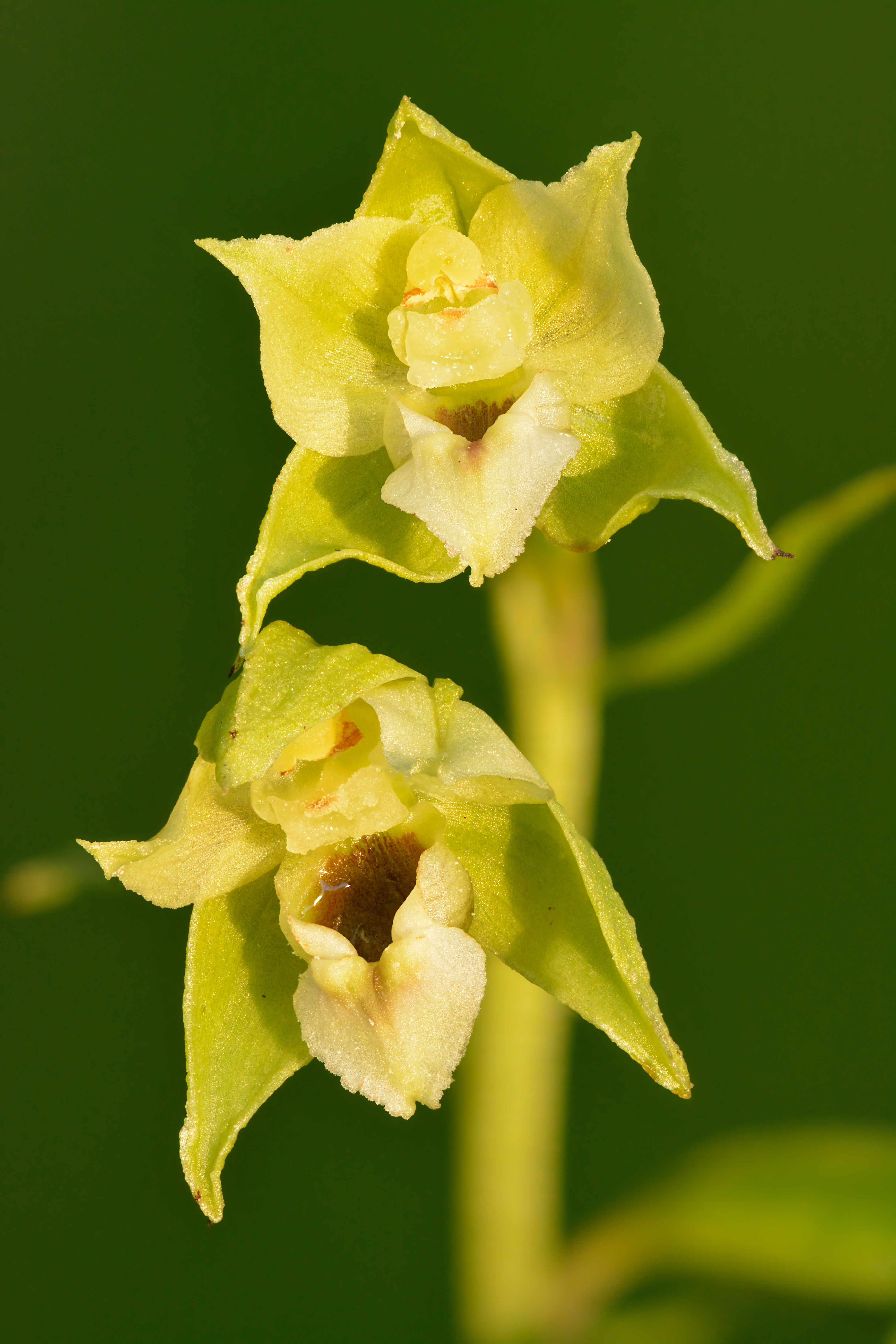
Kwiaty

Kruszczyk szerokolistny (Epipactis helleborine (L.) Crantz) – gatunek byliny z rodziny storczykowatych. Występuje w stanie dzikim w Europie, Afryce i Azji, zawleczony do Ameryki Północnej. W Polsce dość pospolity, objęty ochroną częściową. Jest bardzo zmienny morfologicznie, wyróżnia się kilkanaście podgatunków. Krzyżuje się z innymi gatunkami kruszczyków.

## Rozmieszczenie geograficzne
Kruszczyk szerokolistny ma najszerszy zasięg geograficzny spośród wszystkich gatunków rodzaju.
Występuje w prawie całej Europie (nie rośnie jedynie w północnej Norwegii i na Krecie), północnej Afryce oraz w Azji – od południowo-zachodniej przez środkową, sięgając na wschodzie do Chin, Bhutanu, Nepalu i Japonii. Jest jedynym europejskim gatunkiem storczykowatych, który został zawleczony do Ameryki Północnej: już w 1879 r. został stwierdzony w północno-wschodnich stanach USA, a dziś jest spotykany pospolicie również w południowo-wschodniej części Kanady. W Polsce jest to roślina dość częsta na całym obszarze.
Gatunek charakteryzuje się dość znaczną rozpiętością wysokości występowania. Rośnie od nizin aż po góry, gdzie sięga  po regiel górny. W Tatrach Bielskich znaleziono go jeszcze na wysokości 1300 m n.p.m., w Alpach dochodzi do 1800 m n.p.m.

## Morfologia
ŁodygaWzniesiona, pojedyncza i nierozgałęziająca się, na przekroju obła, o wysokości najczęściej 35-80 cm, rzadko od kilkunastu, nawet do 100 cm. Łodyga zielona lub czerwonawa, zwłaszcza u nasady. Górne międzywęźla niewiele dłuższe od pozostałych. Część kwiatowa łodygi omszona, podczas gdy dolna część łodygi jest naga.
LiścieO kształcie jajowato-eliptycznym do okrągłego, górne czasem lancetowate. Na końcach ostre lub krótko zaostrzone, choć dolne liście bywają też tępo zakończone. Zwykle łukowato wygięte, na brzegu i nerwach owłosione i nieco szorstkie. Osiągają długość 3–17 cm i szerokość 0,5-5 (10) cm. Liście są liczne i wyrastają spiralnie na łodydze, środkowe są zwykle dłuższe od międzywęźli.
KwiatyZebrane w grono w górnej części bezlistnej łodygi. Kwiatostan bywa luźny lub gęsty, walcowaty i osiąga od 3 do 35 cm wysokości. Kwiaty wyrastają na szypułkach omszonych i skręconych o długości 3–5 mm, u podstawy z przysadkami osiągającymi od 5 do 0,5 cm długości. Okwiat w czasie kwitnienia szeroko otwarty, z zewnątrz zielonkawy, wewnątrz w różnych odcieniach czerwieni. Listki okwiatu tępe, lub krótko zaostrzone, nagie lub tylko słabo owłosione. Niezbyt duża warżka, krótsza od innych działek okwiatu, jest niekiedy fioletowo nabiegła. Jej przedni człon, o łódeczkowatym kształcie, zaostrzony i zrośnięty nieruchomo z nasadowym członem, który z zewnątrz jest zielony, a wewnątrz ciemnobrązowy. Jest przeważnie purpurowy, lub purpurowo kropkowany. Krótka zalążnia stopniowo zwężająca się w szypułkę jest naga lub nieco tylko owłosiona. Miodniki znajdują się na nasadowym członie warżki.
OwoceRozdęta torebka.
Organy podziemneKłącze o krótkich międzywęźlach.

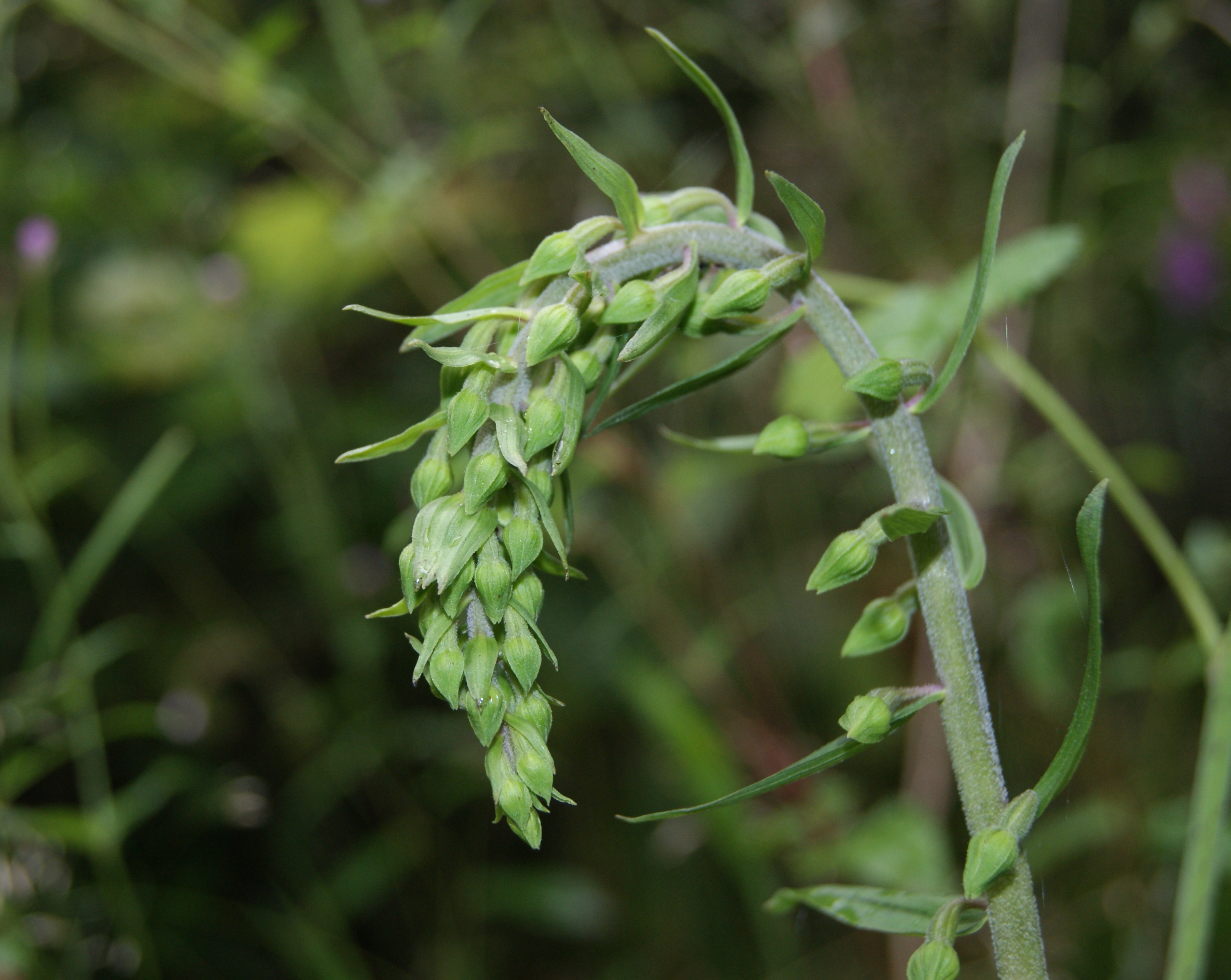
Pąki
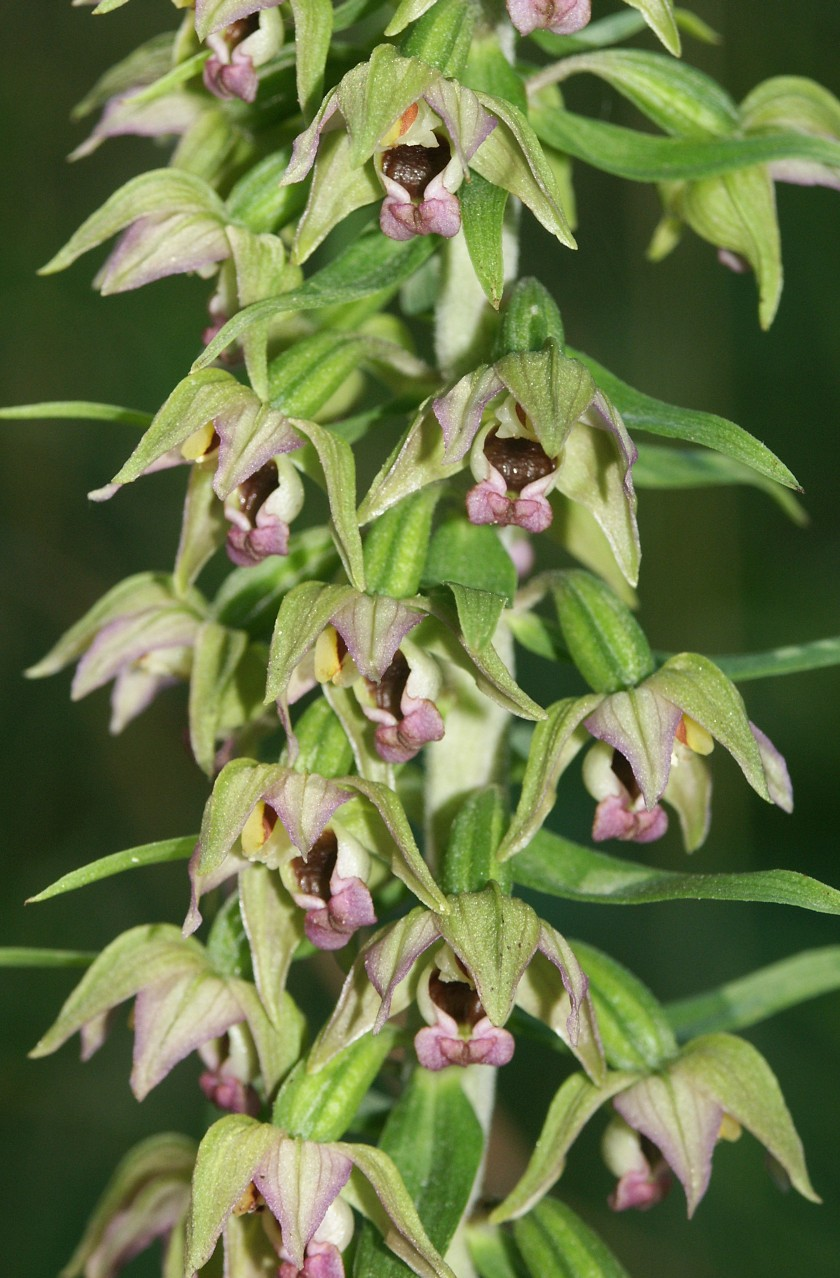
Kwiatostan
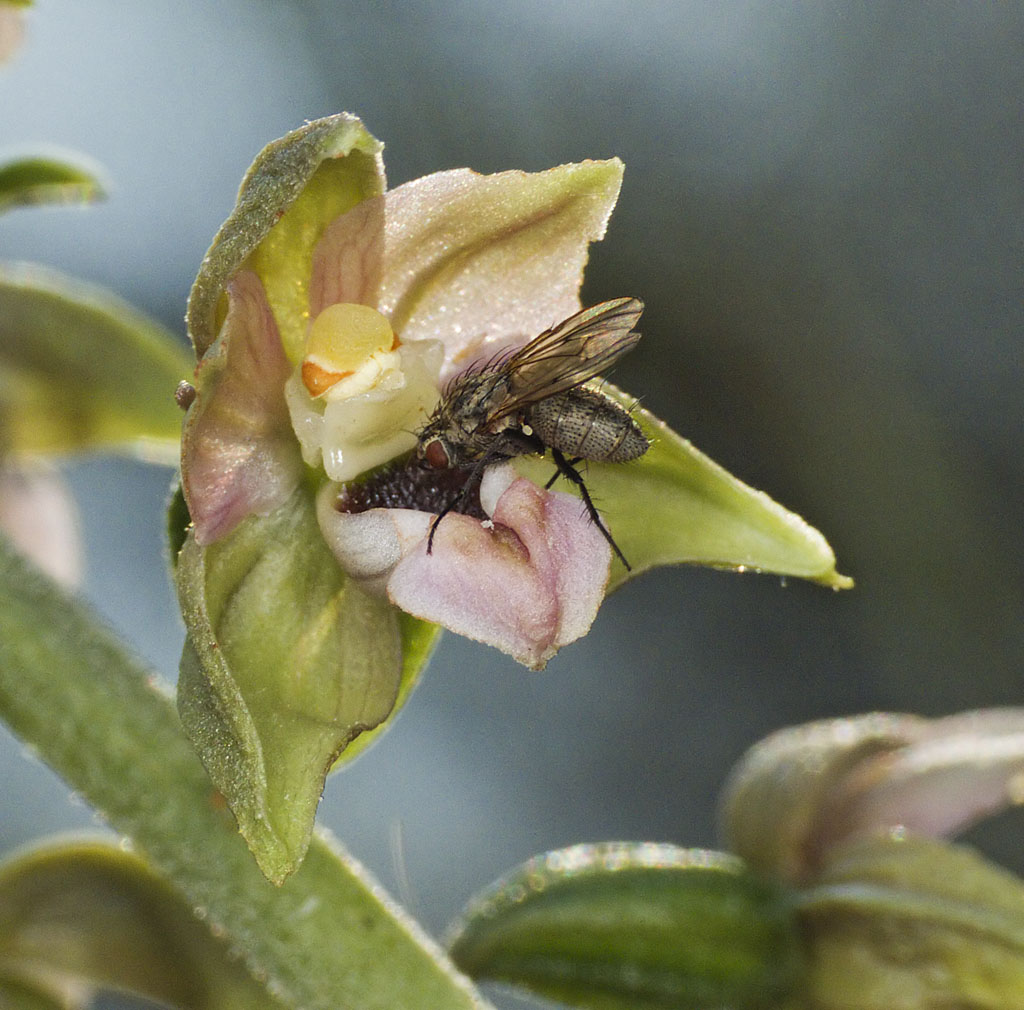
Kwiat
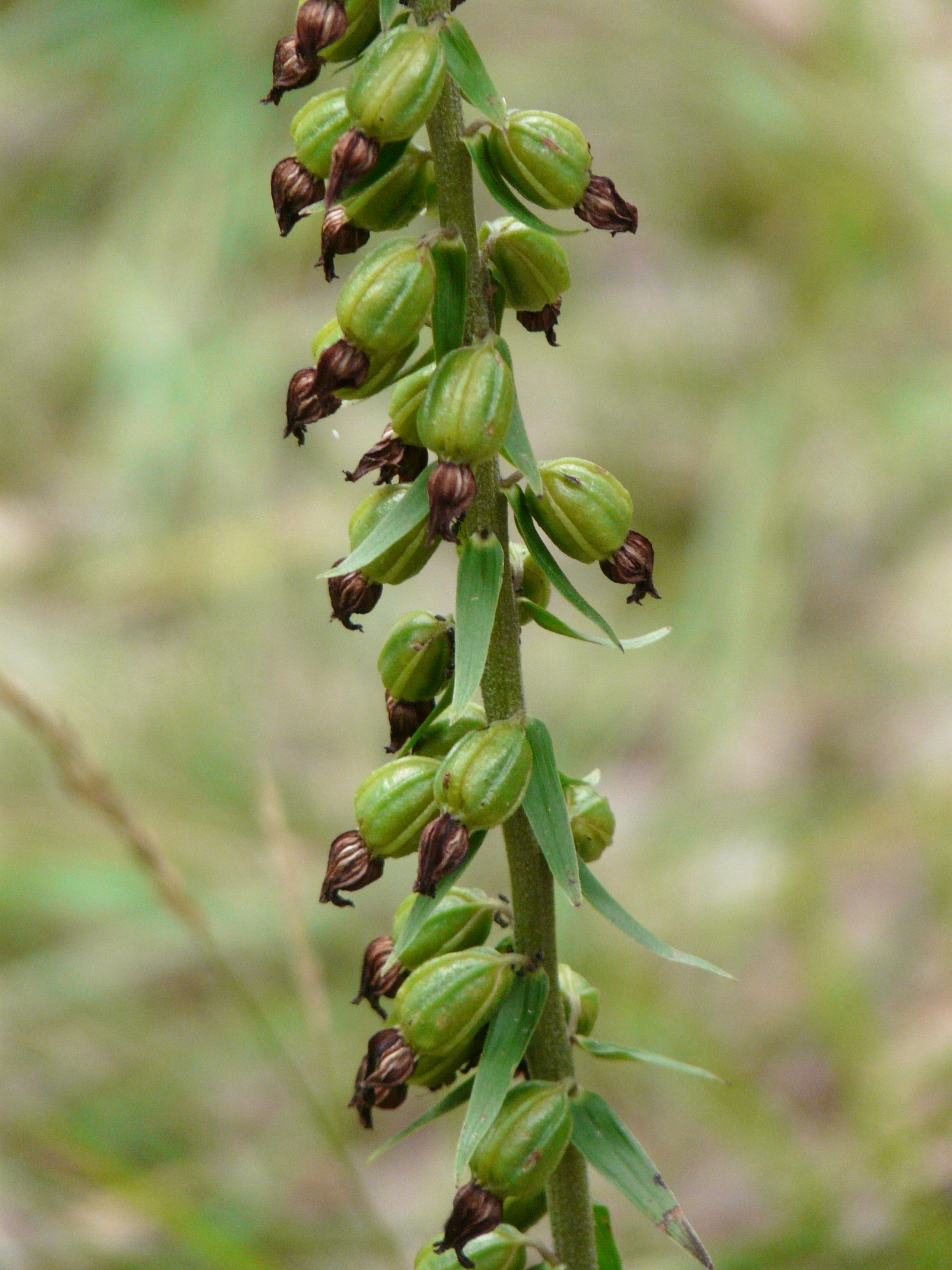
Owoce

## Biologia i ekologia
Geofit ryzomowy. Roślina miododajna i owadopylna. Zapylana jest przez błonkówki, nierzadko dochodzi do samozapylenia. Kwitnie od czerwca do września.
Częściej występuje na glebach o odczynie zasadowym, jednak można spotkać go i na glebach o odczynie obojętnym i nawet na kwaśnych (pH 6,3 - 8,0). W klasyfikacji zbiorowisk roślinnych gatunek charakterystyczny dla klasy (Cl.) Querco-Fagetea i związku (All.) Cephalanthero-Fagenion. Rośnie nie tylko w żyznych lasach liściastych, ale także na ich obrzeżach i na śródleśnych przydrożach, w lasach iglastych na siedliskach kwaśnych i ubogich, w zaroślach, na łąkach i wydmach. Gatunek wykazuje silne skłonności do przenikania na stanowiska półruderalne: notowany jest na terenach znacznie przekształconych antropogenicznie, np. w opuszczonych ogrodach, na podmiejskich nieużytkach, a nawet na hałdach kopalnianych.
Nektar zawiera pewne związki chemiczne o narkotycznym działaniu na owady. Wpływają na spowolnienie reakcji owadów wydłużając czas spędzany przez nie na kwiatach kruszczyka, mimo ich małej atrakcyjności. Zwiększa to szanse na zapylenie kwiatów. Dla owadów jest to niekorzystne, gdyż zbierają mniej nektaru i łatwiej padają łupem drapieżników.

## Zmienność
Tworzy mieszańce z: kruszczykiem drobnolistnym (Epipactis microphylla), kruszczykiem rdzawoczerwonym (E. atrorubens) i kruszczykiem sinym (E. purpurata).
Jest gatunkiem bardzo zmiennym morfologicznie. Wyróżnia się następujące uznane podtaksony:
- E. helleborine subsp. helleborine – podgatunek nominatywny
- E. helleborine subsp. bithynica (Robatsch) Kreutz Kompend. Eur. Orchid. 61 2004 (syn. E. bithynica Robatsch)
- E. helleborine subsp. degenii (Szentp. & Mónus) Kreutz Ber. Arbeitskreis. Heimische Orchid. 24(1): 157 2007 (syn. E. degenii Szentp. & Mónus)
- E. helleborine subsp. densifolia (W.Hahn, Passin & R.Wegener) Kreutz Eurorchis 17: 105 2005 (syn. E. densifolia W.Hahn, Passin & R.Wegener)
- E. helleborine subsp. latina W.Rossi & E.Klein Orchidee (Hamburg) 38: 93 1987 (syn. E. latina (W.Rossi & E.Klein) B.Baumann & H.Baumann)
- E. helleborine subsp. leutei (Robatsch) Kreutz Kompend. Eur. Orchid. 62 2004 (syn. E. leutei Robatsch)
- E. helleborine subsp. molochina (P.Delforge) Kreutz Kompend. Eur. Orchid. 62 2004 (syn. E. molochina P.Delforge)
- E. helleborine subsp. neerlandica (Verm.) Buttler Willdenowia 16: 115 1986 (syn. E. helleborine var. neerlandica Verm., E. helleborine subsp. renzii (Robatsch) Løjtnant, E. neerlandica (Verm.) Devillers-Tersch. & Devillers, E. renzii Robatsch)
- E. helleborine subsp.orbicularis (K.Richt.) E.Klein Phyton (Horn) 37: 74 1997 (syn. E. distans Arv.-Touv., E. helleborine subsp. distans (Arv.-Touv.) R.Engel & Quentin, E. helleborine var. orbicularis (K.Richt.) Verm., E. orbicularis K.Richt.)
- E. helleborine subsp. schubertiorum (Bartolo, Pulv. & Robatsch) Kreutz Kompend. Eur. Orchid. 62 2004 (syn. E. schubertiorum Bartolo, Pulv. & Robatsch)
- E. helleborine subsp. tremolsii (Pau) E.Klein Orchidee (Hamburg) 30: 49 1979 (syn. E. atropurpurea var. tremolsii (Pau) Schltr., E. cardina Benito & C.E.Hermos., E. duriensis Bernardos, D.Tyteca, Revuelta & Amich, E. tremolsii Pau)
- E. helleborine var. tangutica (Schltr.) S.C.Chen & G.H.Zhu Novon 13: 423 2003 (syn. E. tangutica Schltr.)

## Zagrożenia i ochrona
Od 2014 roku roślina jest objęta w Polsce częściową ochroną gatunkową. W latach 1946–2014 gatunek znajdował się pod ochroną ścisłą. Zagrożeniem jest głównie kurczenie się powierzchni lasów liściastych i utrata siedlisk. Stanowiska kruszczyka szerokolistnego znajdują się w prawie każdym parku narodowym i w wielu rezerwatach leśnych na terenie kraju.